# Revolution Pro Wrestling
Revolution Pro Wrestling ist eine unabhängige professionelle britische Wrestling-Promotion, die 2012 von Andy Quildan gegründet wurde. Das Unternehmen veranstaltet, vermarktet und reglementiert Wrestling-Schaukämpfe sowie die zugehörigen Meisterschaften, Titel und Ranglisten. Außerdem organisiert es das Ensemble teilnehmender Wrestler, die sowohl exklusiv für eine Promotion auftreten als auch für Gastauftritte engagiert oder Leihweise aus anderen Promotions übernommen werden können.

## Geschichte
Revolution Pro Wrestling (RPW) wurde am 26. August 2012 von Andy Quildan gegründet. Er war zuvor Matchmaker bei der britischen Wrestling Promotion International Pro Wrestling: United Kingdom gewesen, die er jedoch verließ, um nach eigenen Angaben „das hohe Niveau, welches er und sein Team gesetzt hatten, aufrecht erhalten zu können“. Die Meisterschaften im britischen Schwergewichts-, Cruisergewichts- und Tag-Team-Wrestling gingen dabei auf die neugegründete Promotion über.
Im Juli 2014 wurde RPW Mitglied einer Partnerschaft mit der kanadischen Global Force Wrestling, der nordenglischen New Generation Wrestling, der schottischen Premier British Wrestling, der deutschen Westside Xtreme Wrestling sowie der irischen Emerald Wrestling Promotions bei. Dieser globale Zusammenschluss regionaler Wrestling Promotions sollte den internationalen Austausch von Wrestlern erleichtern und dadurch die Attraktivität der einzelnen Promotions erhöhen.
Im Mai 2015 richtete RPW einen Qualifikationskampf für das WWE Cruiserweight Classic-Turnier aus.
Im Juli 2015 schloss RPW eine Arbeitsvereinbarung mit New Japan Pro-Wrestling, deren Wrestler in der Folge regelmäßig in England auftraten. Die erste gemeinsame Veranstaltung Global Wars wurde von 2015 bis 2018 jährlich im Oktober ausgerichtet. Ab 2017 nahmen daran auch die amerikanische Promotion Ring of Honor und die mexikanische Consejo Mundial de Lucha Libre teil. Seit dem 30. November 2017 besteht eine Vereinbarung zum Vertrieb der Merchandise-Artikel der japanischen Promotion im Vereinigten Königreich.
Im Juni 2017 kündigte RPW an den J-Cup auszurichten: ein Turnier für Cruisergewicht-Wrestler aus aller Welt, dessen Konzept auf dem Super J-Cup von New Japan Pro-Wrestling basiert.
Ende 2017 gab RPW bekannt eine vierte britische Meisterschaft für Frauen einzurichten, welche am 7. Januar 2018 erstmals vergeben wurde. Im Oktober 2018 wurde das Queen of the Ring-Turnier ins Leben gerufen.
Im September 2019 übernahm RPW den Konkurrenten Southside Wrestling.

## Partnerschaften
Revolution Pro Wrestling unterhält weiterhin Partnerschaften mit mehreren internationalen Promotions, darunter Ring of Honor aus den USA, New Japan Pro-Wrestling aus Japan und Consejo Mundial de Lucha Libre aus Mexiko.

## Streaming & Fernsehen
Zur besseren Vermarktung und aufgrund des beschränkten Erfolgs dabei die Wettkämpfe im Fernsehen zu platzieren, richtete Revolution Pro Wrestling im März 2016 den Streaming-Dienst Revolution Pro Wrestling On Demand ein. Noch im selben Monat wurde eine Kooperation mit der Pro-Wrestling: EVE Championship geschlossen, deren Kämpfe ebenfalls über den Streaming-Dienst verfügbar sein würde. Im September 2017 kam das Angebot von Over The Top Wrestling hinzu.
2018 unterzeichnete RPW einen Fernsehvertrag mit FreeSports. Die Erstausstrahlung fand am 5. und 6. September 2018 mit einem Live-Spezial in der York Hall in London statt.

## Nachwuchs
Revolution Pro Wrestling betreibt eine professionelle Wrestling-Schule in Portsmouth, England. Sie wurde im August 2012 gegründet und wird von Andy Quildan und Andy Simmonz geleitet. Sie lehren alle grundlegenden Elemente des professionellen Wrestlings sowie andere wichtige Aspekte des Wrestlings, wie zum Beispiel das Verhalten in den sozialen Medien.
Die Schule veranstaltet jährlich 4 Shows für Auszubildende, bei denen sie ihr Können vor Live-Publikum unter Beweis stellen können.

## Titel

### Aktuelle Titel
Derzeit werden vier Titel im Rahmen der Revolution Pro Wrestling vergeben. Titelverteidigungskämpfe finden teilweise auch bei verpartnerten Promotions im Ausland statt.
| Titel                                         | Aktuelle Titelträger                               | Regentschaften | Datum des Gewinns | Ort             | Anmerkungen                                                                |
| --------------------------------------------- | -------------------------------------------------- | -------------- | ----------------- | --------------- | -------------------------------------------------------------------------- |
| Undisputed British Heavyweight Championship   | Michael Oku                                        | 1              | 9. Juli 2023      | London, England | Besiegte Great-O-Khan. bei Epic Encounter.                                 |
| Undisputed British Tag Team Championship      | Subculture (Flash Morgan Webster und Mark Andrews) | 1 (1, 1)       | 9. Juli 2023      | London, England | Besiegten Greedy Souls (Brendan White und Danny Jones) bei Epic Encounter. |
| Undisputed British Cruiserweight Championship | Leon Slater                                        | 1              | 16. Dezember 2023 | London, England | Besiegte Connor Mills bei Uprising.                                        |
| Undisputed British Women’s Championship       | Dani Luna                                          | 1              | 16. Dezember 2023 | London, England | Besiegte Alex Windsor bei Uprising.                                        |

Stand: 25. Februar 2024

### Ehemalige Titel
| Titel                              | Letzter Titelträger                 | Datum der Einstellung | Anmerkungen |
| ---------------------------------- | ----------------------------------- | --------------------- | --- |
| Southside Heavyweight Championship | Ricky Knight Jr.                    | 18. Juli 2021         | Ricky Knight Jr. bezeichnete sich selbst als British Heavyweight Champion und verwendete den alten British Heavyweight Championship Gürtel.   |
| Southside Speed King Championship  | Michael Oku                         | 13. September 2020    | Besiegte Ricky Knight Jr. um den Titel mit dem Undisputed British Cruiserweight Championship zu vereinigen.                                   |
| Southside Tag Team Championship    | Rampage Brown and The Great-O-Kharn | 24. November 2019     | Besiegten Mike Bailey and Mao um den Titel mit dem Undisputed British Tag Team Championships zu vereinigen.                                   |
| Southside Women’s Championship     | Alex Windsor                        | 9. Juli 2023          | Besiegte Skye Smitson, Dani Luna und Hyan in einem Four-Way-Match um den Titel mit dem Undisputed British Women’s Championship zu vereinigen. |

### Turniere
Revolution Pro Wrestling veranstaltet derzeit drei jährliche Turniere, den British J-Cup und den Queen of the Ring, sowie die Great British Tag League. Die Turniere finden eintägig statt und umfassen in der Regel vier Qualifikationskämpfe, einen Kampf außerhalb der Wertung sowie einen Tag Team-Kampf (außer der Tag League, die nur aus Tag-Team-Kämpfen besteht). Die Titelgewinner werden entweder in einem Multi-Way-Finale oder im klassischen Turniermodus mit zwei Halbfinalen und einem Finalkampf bestimmt. Die Gewinner der Turniere dürfen die passenden aktuellen Titelträger zu einem Kampf um den Titel herauszufordern.
| Turnier                  | Aktuelle Titelträger                         | Datum des Gewinns | Ort                      |
| ------------------------ | -------------------------------------------- | ----------------- | ------------------------ |
| British J-Cup            | Leon Slater                                  | 31. Oktober 2023  | Stevenage, Hertfordshire |
| Queen of the Ring        | Zoe Lucas                                    | 31. Juli 2021     | Liverpool, England       |
| Great British Tag League | Greedy Souls (Brendan White and Danny Jones) | 16. Dezember 2023 | London, England          |

## Bekannte Teilnehmer
- Adam Cole
- AJ Styles
- Apollo Crews
- Finn Bálor
- Kalisto
- Karl Anderson
- Kevin Owens
- Killian Dain
- Kurt Angle
- Maxwell Jacob Friedman
- Luke Gallows
- Noam Dar
- Pete Dunne
- Rey Mysterio
- Sami Zayn
- Shinsuke Nakamura
- Tommaso Ciampa
- Tommy Dreamer
- Tyler Bate